# Brauel
Brauel ist ein Ortsteil der Stadt Zeven im niedersächsischen Landkreis Rotenburg (Wümme). Brauel ist größtenteils landwirtschaftlich geprägt und von großen Waldgebieten umgeben.

## Geographie

### Lage
Brauel liegt etwa 2,5 km nördlich von Zeven, etwa 4 km westlich von Heeslingen, 5 km südlich von Anderlingen und 7 km südlich von Seedorf sowie 7 km östlich von Ostereistedt. Umschlossen wird Brauel des Weiteren von den Ortsteilen Godenstedt, Offensen und Bademühlen; südlich grenzt die Kernstadt von Zeven an das Braueler Gebiet.

### Ortsgliederung
Der Ort wird durch die Bundesstraße 71 und den Fluss Oste in die drei folgenden Ortsteile aufgeteilt:
- nördlich der Oste: „Ziegelei“
- westlich der B 71: „Campingplatz“
- östlich: „Hasenberg“

Der Zentrale Ortsteil selbst besitzt keine explizite Bezeichnung, wird aber von den Anwohnern schlicht „Dorf“ genannt.

### Gewässer
Durch das Ortsgebiet von Brauel fließt die Oste. In Reichweite der Bundesstraße befindet sich eine Anlegestelle mit Stufen und Informationstafel.

## Geschichte

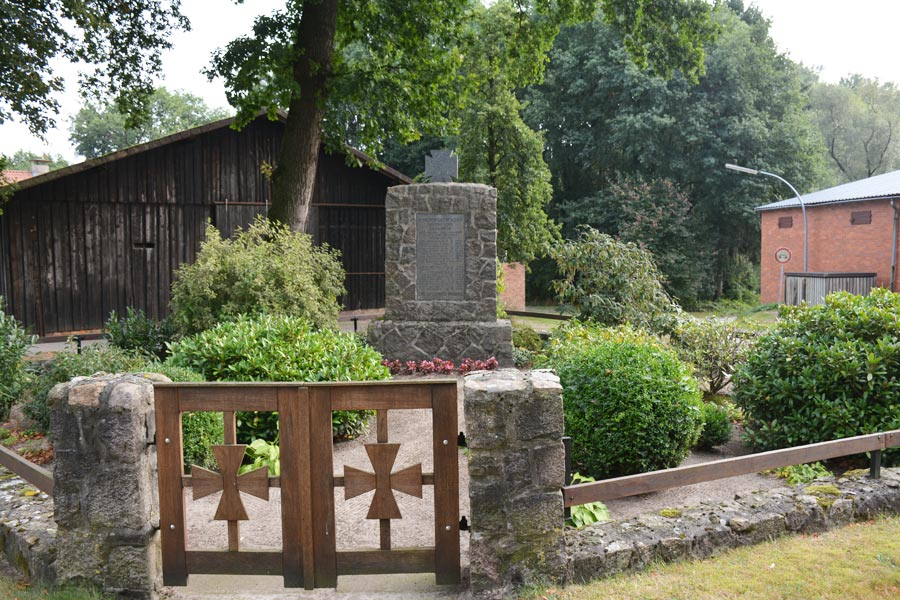
Ehrenmal

Am 1. April 1189 bestätigte Erzbischof Hartwig II. dem Kloster Zeven eine Schenkung in „Brovle“, die sein Vorgänger Erzbischof Siegfried gemacht hatte. Als weitere Schreibweisen sind „villa Bruele“ (1225), „Bruwele“ (1226), „Brouwele“ (1375) und „Brauwell“ (1554) bekannt.
| Umbenennungsjahr | Bezeichnung    |
| ---------------- | -------------- |
| 1225             | „villa Bruele“ |
| 1226             | „Bruwele“      |
| 1375             | „Brouwele“     |
| 1554             | „Brauwell“     |
| 1672             | „Brawel“       |
| 1696             | „Brouwel“      |
| 1718             | „Brauel“       |

1858 wurde die erste Braueler Schule gebaut. Ihr folgte 1900 ein Neubau. Am 31. Juli 1971 wurde die Braueler Schule aufgelöst und das Gebäude 2005 verkauft.
In Brauel gab es von 1903 bis 1957 eine Ziegelei.
Das Ehrenmal für die Gefallenen der Weltkriege wurde am 12. September 1953 eingeweiht.
Im Zuge der Gebietsreform in Niedersachsen wurde die zuvor selbständige Gemeinde Brauel am 1. März 1974 in die Stadt Zeven eingegliedert.
Nach der Betriebseinrichtung ab Juli 1981 erfolgte im Oktober 1981 die erste Patientenaufnahme im heutigen MRVZN Brauel.
2006 wurde das Dorfgemeinschaftshaus eingeweiht, welches an das Feuerwehrhaus des Ortes angegliedert ist.
Am 30. Juni 2016 lebten in Brauel 390 Menschen.

## Kultur und Sehenswürdigkeiten

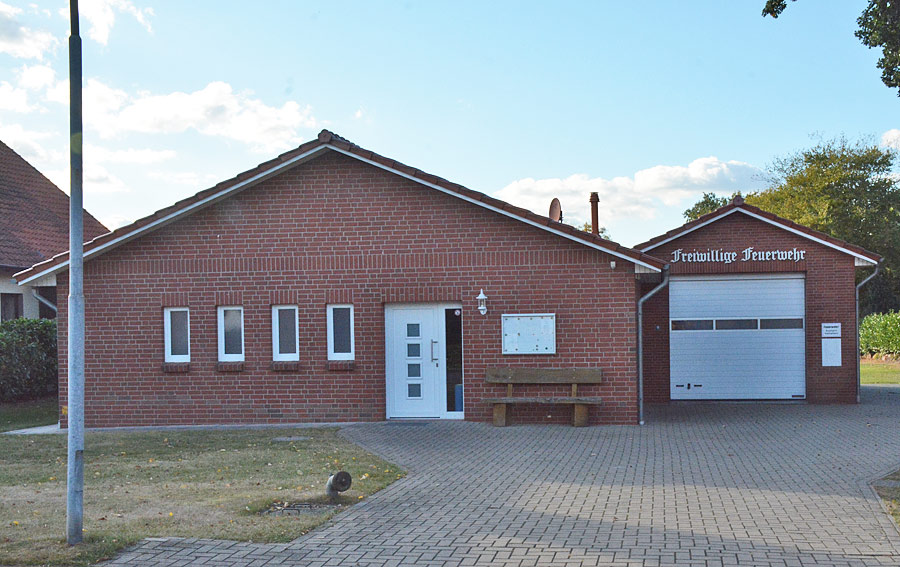
Gebäude der Freiwilligen Feuerwehr

### Vereine
An Vereinen gibt es den Schützenverein Brauel, einen lokalen Fußballverein, den FC Brauel, die Freiwillige Feuerwehr sowie einige andere kleinere Zusammenschlüsse.

### Traditionen
In Brauel wird der Brauch des Pfingstbaumpflanzens fortgeführt.

## Wirtschaft und Infrastruktur

### Maßregelvollzugszentrum Niedersachsen
Im Ort Brauel gibt es das „Maßregelvollzugszentrum Niedersachsen – Fachkrankenhaus für Forensische Psychiatrie und Psychotherapie Brauel“, kurz „MRVZN Brauel“, das vormals Niedersächsisches Landeskrankenhaus Brauel, kurz NLKH Brauel bezeichnet war. In den 1960er Jahren war dort eine TBC-Kinderklinik für die Langzeitbehandlung TBC-erkrankter Kinder.

### Öffentliche Einrichtungen
Im Ort gibt es einen Campingplatz, einen Angelsee sowie zwei Gaststätten.

### Verkehr
Brauel ist durch die Bundesstraße 71 an das überörtliche Verkehrsnetz angeschlossen. Den öffentlichen Personennahverkehr stellt die KVG Stade mit der Buslinie 820 (Bremervörde-Zeven) sicher.